# Abdou Harroui
Abdoulrahmane Harroui (en árabe: عبدو هروي‎; Leiden, Países Bajos, 13 de enero de 1998) es un futbolista marroquí. Juega de centrocampista y su equipo es el Hellas Verona F. C. de la Serie A de Italia. Ex internacional juvenil por los Países Bajos, es internacional por Marruecos a nivel adulto.

## Trayectoria
Formado en las inferiores del Sparta de Róterdam, Harroui debutó en la Eredivisie el 24 de febrero de 2018 ante el AZ.
El 31 de agosto de 2021, fue cedido al Sassuolo de la Serie A de Italia con obligación de compra.

## Selección nacional
Nacido en los Países Bajos, Harroui es descendiente marroquí. Fue internacional juvenil por los Países Bajos. Disputó la Eurocopa Sub-21 de 2021 y la Under 20 Elite League.
En septiembre de 2021, aceptó la citación de la selección de Marruecos para encuentros clasificatorios.

## Estadísticas
Actualizado al último partido disputado el 15 de diciembre de 2024.
| Club                                 | Div.          | Temporada     | Liga  | Liga  | Copas nacionales | Copas nacionales | Copas internacionales | Copas internacionales | Total | Total |
| Club                                 | Div.          | Temporada     | Part. | Goles | Part.            | Goles            | Part.                 | Goles                 | Part. | Goles |
| ------------------------------------ | ------------- | ------------- | ----- | ----- | ---------------- | ---------------- | --------------------- | --------------------- | ----- | ----- |
| Jong Sparta Rotterdam · Países Bajos | 3.ª           | 2016-17       | 20    | 1     | —                | —                | —                     | —                     | 20    | 1     |
| Jong Sparta Rotterdam · Países Bajos | 3.ª           | 2017-18       | 25    | 9     | —                | —                | —                     | —                     | 25    | 9     |
| Jong Sparta Rotterdam · Países Bajos | Total club    | Total club    | 45    | 10    | 0                | 0                | 0                     | 0                     | 45    | 10    |
| Sparta Rotterdam · Países Bajos      | 1.ª           | 2017-18       | 2     | 0     | 0                | 0                | —                     | —                     | 2     | 0     |
| Sparta Rotterdam · Países Bajos      | 2.ª           | 2018-19       | 39    | 6     | 1                | 2                | —                     | —                     | 40    | 8     |
| Sparta Rotterdam · Países Bajos      | 1.ª           | 2019-20       | 26    | 4     | 0                | 0                | —                     | —                     | 26    | 4     |
| Sparta Rotterdam · Países Bajos      | 1.ª           | 2020-21       | 33    | 6     | 1                | 0                | —                     | —                     | 34    | 6     |
| Sparta Rotterdam · Países Bajos      | 1.ª           | 2021-22       | 1     | 0     | 0                | 0                | —                     | —                     | 1     | 0     |
| Sparta Rotterdam · Países Bajos      | Total club    | Total club    | 101   | 16    | 2                | 2                | 0                     | 0                     | 103   | 18    |
| U. S. Sassuolo Calcio · Italia       | 1.ª           | 2021-22       | 22    | 0     | 2                | 1                | —                     | —                     | 24    | 1     |
| U. S. Sassuolo Calcio · Italia       | 1.ª           | 2022-23       | 23    | 2     | 1                | 0                | —                     | —                     | 24    | 2     |
| U. S. Sassuolo Calcio · Italia       | Total club    | Total club    | 45    | 2     | 3                | 1                | 0                     | 0                     | 48    | 3     |
| Frosinone Calcio · Italia            | 1.ª           | 2023-24       | 18    | 3     | 3                | 1                | —                     | —                     | 21    | 4     |
| Frosinone Calcio · Italia            | Total club    | Total club    | 18    | 3     | 3                | 1                | 0                     | 0                     | 21    | 4     |
| Hellas Verona F. C. · Italia         | 1.ª           | 2024-25       | 10    | 1     | 1                | 0                | —                     | —                     | 11    | 1     |
| Hellas Verona F. C. · Italia         | Total club    | Total club    | 10    | 1     | 1                | 0                | 0                     | 0                     | 11    | 1     |
| Total carrera                        | Total carrera | Total carrera | 219   | 32    | 9                | 4                | 0                     | 0                     | 228   | 36    |